# Mégalynarion
Le mégalynarion (du grec ancien : Μεγαλυνάριον, mégalynarion, « magnification, glorification » ; en slavon d'église : Velichaniye) peut désigner deux éléments hymnographiques appartenant à la tradition liturgique des Églises d'Orient — Églises orthodoxes et Églises catholiques de rite byzantin —. Le mot provient du verbe grec μεγαλύνειν, qui signifie magnifier.

## Louanges aux matines
Dans les églises orthodoxes russes, après le polyéléos les jours de grande fête, on chante une hymne de louange qui commence habituellement par « Nous te magnifions… » (Величаем тя) suivi du nom du saint célébré en ce jour. Le verset, chanté par le clergé, est répété par le chœur ; puis celui-ci chante les versets appropriés au type de saint ou à la fête du jour, choisis dans divers psaumes, en répétant l'hymne après chaque verset. Durant le chant, le prêtre et le diacre encensent toute l'église. À la fin du chant après les alléluia, le clergé reprend l'hymne.
Dans les églises grecques orthodoxes, les versets des psaumes sont chantés seuls, sans l'hymne. Cette célébration s'appelle l'éclogarion.

## Hymne à la Mère de Dieu à la liturgie
À la liturgie, immédiatement après la consécration, le célébrant fait mémoire de la Mère de Dieu en disant « En premier lieu, pour notre très-sainte, très-pure, par-dessus tout bénie, et glorieuse souveraine la Mère Dieu et toujours vierge Marie », à quoi le chœur répond en chantant un texte, écrit par saint Côme de Maïouma, connu sous le nom Axion Estin (d'après ses deux premiers mots en grec), et qui se termine par « nous te magnifions ».
Lors des grandes fêtes, des dimanches du Carême et des Jeudi Saint et Samedi Saint, à la place de l'axion estin, un chant spécifique remplace l'Axion Estin. Il est composé du refrain et de l'irmos de la neuvième ode du canon qui a été chanté pour la fête du jour lors de l'Orthros. Dans les églises slaves, cette hymne est appelée zadostoinik : littéralement, « à la place de l'Axion Estin » puisque достойно, qui signifie digne en slavon (axios en grec), est l'appellation russe de l'hymne (Dostoino est).

## Homonymie
Les deux pièces hymnographiques sus-mentionnées comportent les mots « Nous te magnifions », et l'usage francophone, encore peu standardisé, peut appliquer le nom de mégalynaire à ces deux réalités pourtant distinctes ; alors que l'usage grec (eclogarion pour l'une, « hymne après En premier lieu » pour l'autre) et l'usage russe (velichanie pour l'une, zadostoinik pour l'autre) ont deux appellations séparées.
On peut envisager, pour éviter la confusion, de réserver le terme de mégalynaire à l'hymne de la Mère de Dieu, et d'appeler « hymne de louange » la pièce chantée aux matines après le polyéléos, qui ne commence pas toujours par « Nous te magnifions… » (pour les saints moines et ascètes, on dit Ублажаем тя, « Nous te célébrons… » ; pour l'Annonciation on chante « Nous te clamons… »). Cette pièce liturgique est ce qui reste d'un ensemble bien plus riche de louanges intercalées à des psaumes qui étaient autrefois liées au Polyéléos : leurs formulations, très variées, ne se limitaient pas à « Nous te magnifions… ».